# Habitatge al carrer Ample, 7 (Blanes)
L'Habitatge al carrer Ample, 7 és una obra de Blanes (Selva) protegida com a bé cultural d'interès local.

## Descripció
Es tracta d'un edifici d'un cos d'amplada entre mitgeres. La façana es compon segons un eix central que ordena les obertures en vertical. La planta baixa ha estat estintolada i modificada, mentre que la resta de façana respecte la seva composició inicial. La planta primera disposa d'un balcó principal i la planta segona d'un de més petit. La façana està coronada amb una motllura que es sustenta amb permòdols i entre els permòdols hi ha els respiradors de ventilació de la coberta. L'esmentada motllura es potencia amb l'eix central i es remata amb una barana de balustrada.
La façana posterior que dona a la plaça dels Dies Feiners es compon seguint dos eixos verticals. La planta baixa presenta obertures desordenades. Al primer pis hi ha un balcó corregut amb dues sortides. Al segon pis hi ha dos balcons independents. Es la remata la façana amb els respiradors de la coberta, una motllura i una barana de balustrada.
El sistema constructiu és a base de murs de càrrega i sostres unidireccionals. Les dues façanes estan tractades igualment. El revestiment és a base d'arrebossat i estuc. Les obertures es troben arrecerades i les llosanes suportades per permòdols.